# Recilia prabha
Recilia prabha är en insektsart som beskrevs av Singh-pruthi 1930. Recilia prabha ingår i släktet Recilia och familjen dvärgstritar. Inga underarter finns listade i Catalogue of Life.